# Neuengrün

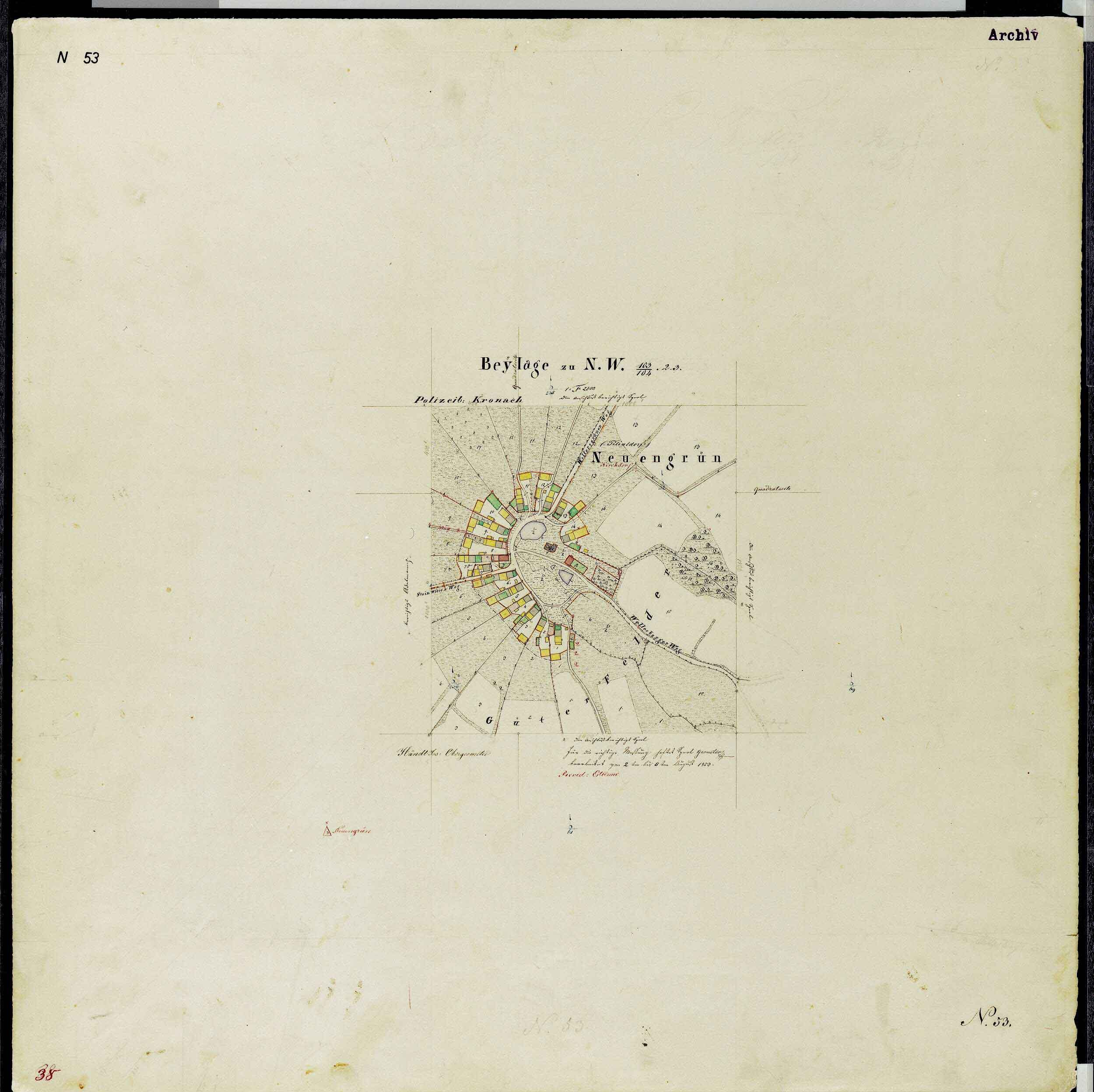
Uraufnahme Ortsblatt 1853

Neuengrün ist ein Gemeindeteil der Stadt Wallenfels im oberfränkischen Landkreis Kronach in Bayern.

## Geographie
Das Kirchdorf liegt in einer nach Südosten geneigten Senke auf einem Höhenrücken des Frankenwalds, der nordwestlich ins Tal der Wilden Leutnitz und im Osten ins Tal des Wellesbachs abfällt. Die Kreisstraße KC 32/HO 41 führt an der Ober- und Unterwellesmühle vorbei nach Wellesbach zur Bundesstraße 173 (2,7 km südlich) bzw. an Wolfersgrün vorbei nach Geroldsgrün zur Staatsstraße 2194 (7,5 km nordöstlich). Durch den Ort verläuft der Fränkische Marienweg.
Das Quellreihen-Rundangerdorf schart sich radial mit seinen Fluren um den Anger, in dem relativ tief gelegen die katholische Kuratiekirche Mariä Himmelfahrt steht. Die zu den 14 Höfen gehörenden, sternförmig bis zum Wald verlaufenden Flure sind fast vollständig erhalten. Vom Anger ist noch der untere Weiher erhalten. Der obere Weiher sowie die Dorflinde sind abgegangen.

## Geschichte
Neuengrün entstand im Hochmittelalter als Rodungssiedlung. Die Erstnennung war im Jahr 1323 als „Newngrün“ im Bamberger Urbar, als der Ort wüst war. Die heutige systematische, also zentral auf den Anger orientierte Bebauung basiert auf einer Neubebauung des Dorfes ab der Mitte des 14. Jahrhunderts. Um den Ortsanger entstanden im Laufe der Zeit 14 Bauernanwesen, die die Gemeinde Neuengrün bildeten und den Gemeindewald sowie die beiden Hüllweiher verwalteten. Eisenerzbergbau förderte die Besiedlung der Hochfläche. Der Flurnamen Eisengraben deutet auf den Bergbau hin. Der Eingang zu einer Eisengrube ist in der Gemarkung Kirchsteig noch erkennbar. Auch südwestlich von Neuengrün liegt zu Seiten des Weges nach Schindelthal ein alter Bergbau. Zwei Eisenhämmer wurden 1348 erwähnt.
Von dem Baubestand vor 1800 sind nur die Kirche und eine Hausfigur erhalten. Gegen Ende des 18. Jahrhunderts bestand Neuengrün aus 15 Anwesen (14 Güter, 1 Einödgehöft). Das Hochgericht übte das bambergische Centamt Wallenfels aus. Die Dorf- und Gemeindeherrschaft sowie die Grundherrschaft über alle Anwesen hatte das Vogteiamt Wallenfels inne.:S. 429
Neuengrün kam durch den Reichsdeputationshauptschluss im Jahr 1803 an das Kurfürstentum Bayern. Mit dem Gemeindeedikt wurde Neuengrün dem 1808 gebildeten Steuerdistrikt Wallenfels zugewiesen. Infolge des Zweiten Gemeindeedikts (1818) wurde die Ruralgemeinde Neuengrün gebildet, zu der Heckenberg und Schindelthal gehörten. Sie unterstand in Verwaltung und Gerichtsbarkeit dem Landgericht Kronach und in der Finanzverwaltung dem Rentamt Kronach (1919 in Finanzamt Kronach umbenannt). Ab 1862 gehörte Neuengrün zum Bezirksamt Kronach (1939 in Landkreis Kronach umbenannt). Die Gerichtsbarkeit blieb beim Landgericht Kronach (1879 in das Amtsgericht Kronach umgewandelt).:S. 592 Die Gemeinde hatte ursprünglich eine Fläche von 4,063 km², die 4,243 km² im Jahr 1925 betrug und durch die Umgemeindung von Wellesberg mit Ober- und Unterwellesmühle nach Wolfersgrün am 1. April 1951 auf 6,045 km² vergrößerte.
1823 wurde das erste Schulhaus errichtet, dem 1913 ein Neubau folgte.
Im Zuge der Gebietsreform in Bayern wurde die Gemeinde Neuengrün am 1. Juli 1971 nach Wallenfels eingegliedert.
1990 war der Ort Bezirkssieger im Wettbewerb „Unser Dorf soll schöner werden“. Von der traditionellen, erdgeschossigen Bebauung des historischen Ortskerns ist nur noch wenig erhalten. Heute wird das Dorf von zweigeschossigen Satteldachhäusern geprägt. Weitgehend erhalten ist die landschaftstypische Verschieferung und Schieferdeckung als Dokument historischer Bau- und Materialtechnik und landschaftstypischer Farbgestaltung.

### Einwohnerentwicklung
Gemeinde Neuengrün
| Jahr | Einwohner | Häuser | Quelle  |
| ---- | --------- | ------ | ------- |
| 1818 | 103       | 18     | :S. 592 |
| 1840 | 130       |        | [ 11 ]  |
| 1852 | 144       |        | [ 11 ]  |
| 1855 | 155       |        | [ 11 ]  |
| 1861 | 150       |        | [ 12 ]  |
| 1867 | 150       |        | [ 13 ]  |
| 1871 | 162       | 21     | [ 14 ]  |
| 1875 | 146       |        | [ 15 ]  |
| 1880 | 151       |        | [ 16 ]  |
| 1885 | 135       | 21     | [ 6 ]   |
| 1890 | 136       | 21     | [ 17 ]  |
| 1895 | 138       |        | [ 11 ]  |

| Jahr | Einwohner | Häuser | Quelle |
| ---- | --------- | ------ | ------ |
| 1900 | 133       | 20     | [ 18 ] |
| 1905 | 134       |        | [ 11 ] |
| 1910 | 142       |        | [ 19 ] |
| 1919 | 147       |        | [ 11 ] |
| 1925 | 148       | 23     | [ 7 ]  |
| 1933 | 136       |        | [ 11 ] |
| 1939 | 119       |        | [ 11 ] |
| 1946 | 174       |        | [ 11 ] |
| 1950 | 164       | 32     | [ 8 ]  |
| 1952 | 200       |        | [ 11 ] |
| 1961 | 177       | 35     | [ 20 ] |
| 1970 | 180       |        | [ 21 ] |

Kirchdorf Neuengrün
| Jahr      | 001804 | 001818  | 001861 | 001871 | 001885 | 001900 | 001925 | 001950 | 001961 | 001970 | 001987 | 002015 | 002020 |
| Einwohner | 102    | 92      | 134    | 138    | 120    | 122    | 131    | 149    | 113    | 116    | 89     | 137 *  | 133 *  |
| Häuser    | 14     | 15      |        |        | 18     | 18     | 21     | 19     | 22     |        | 26     |        |        |
| Quelle    | [ 22 ] | :S. 592 | [ 12 ] | [ 14 ] | [ 6 ]  | [ 18 ] | [ 7 ]  | [ 8 ]  | [ 20 ] | [ 21 ] | [ 23 ] |        | [ 1 ]  |

## Wappen
Im Jahr 1970 beschloss der Gemeinderat ein eigenes Wappen, das im selben Jahr genehmigt wurde. Blasonierung: „In Grün zwei schräg gekreuzte, wachsende, goldene Ähren, die an der Kreuzung durch eine silberne Lilienkrone geführt sind. Darüber befindet sich ein senkrecht stehender silberner Bergmannshammer.“ Die Ähren weisen auf den vorwiegend landwirtschaftlichen Charakter des Dorfes hin, die Lilienkrone auf die Wallfahrtskirche und der Bergmannshammer auf den einstigen Erzabbau.

## Baudenkmäler
In der Bayerischen Denkmalliste sind 14 Baudenkmäler aufgeführt.

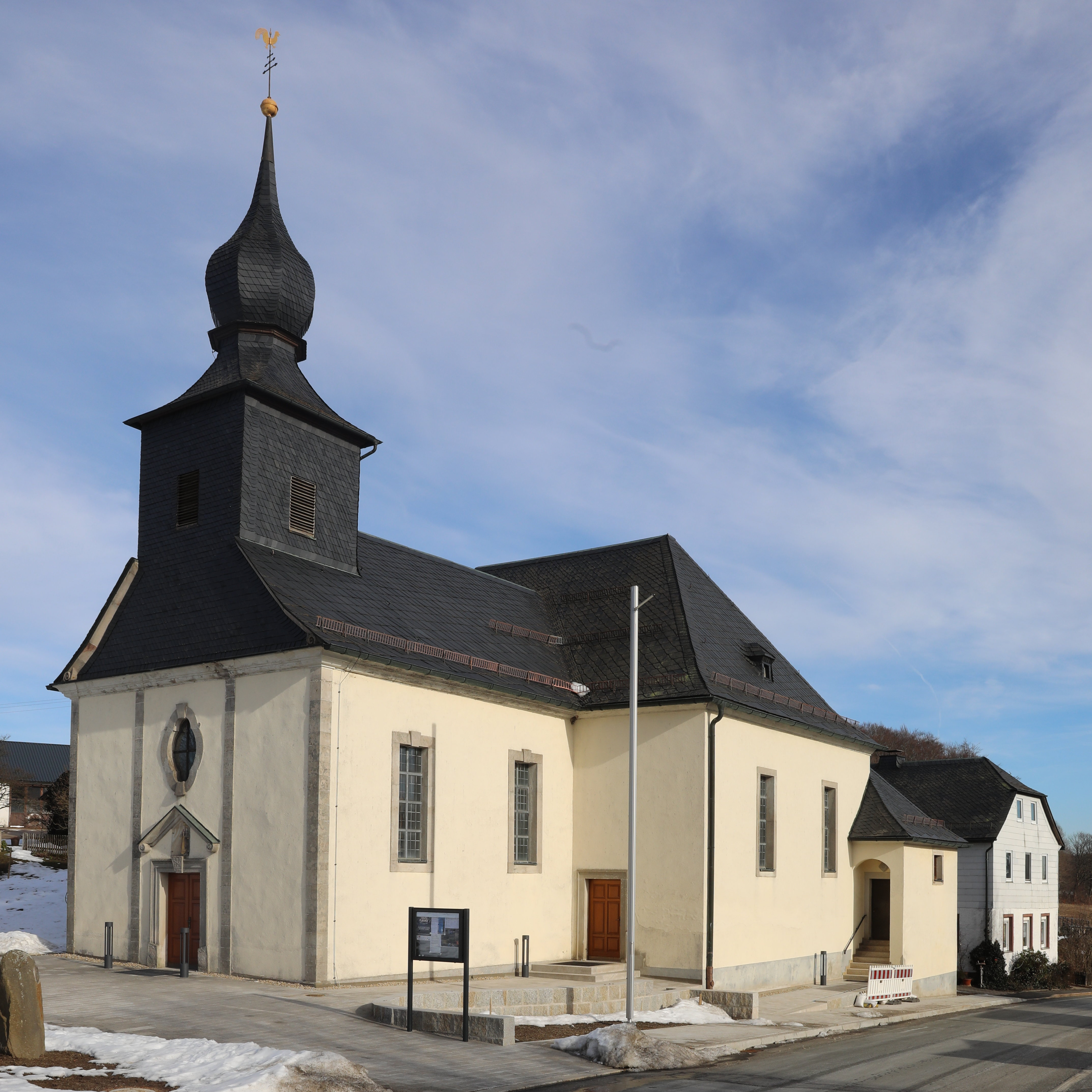
Katholische Kuratiekirche Aufnahme Mariens in den Himmel

### Katholische Kuratiekirche Aufnahme Mariens in den Himmel
Die Kuratiekirche Aufnahme Mariens in den Himmel wurde ab 1794 errichtet und am 20. Oktober 1795 geweiht. Am 5. Juni 1842 folgte die Errichtung der von Steinwiesen unabhängigen Kuratie Neuengrün. Die Orgel stellte 1892 der Bayreuther Orgelbauer Johann Wolf auf. Am 2. Oktober 1932 konsekrierte der Bamberger Erzbischof Johann Jakob von Hauck das nach Osten durch einen querschiffartigen Anbau mit Walmdach und Chor erweiterte Gotteshaus. Es ist ein verputzter Saalbau mit Sandsteingliederungen und Dachreiter. Seit 1794 finden Wallfahrten zu einem aus dem böhmisch-mährischen Raum stammenden Gnadenbild der Jungfrau Maria statt.

### Weitere Baudenkmäler
- Haus Nr. 2, 3, 9: Wohnstallhäuser
- Drei Wegkapellen und eine Friedhofskapelle
- Drei Wegkreuze, eines davon ein sogenanntes Fünfwundenkreuz
- Zwei Bildstöcke, eines davon nur fragmentarisch erhalten
- Eine Hausfigur

### Ortskern Neuengrün
Der gesamte Ortskern von Neuengrün ist als Ensemble denkmalgeschützt.

## Religion
Der Ort war ursprünglich rein katholisch und nach Mariä Geburt (Steinwiesen) gepfarrt.:S. 429 1842 wurde Mariä Himmelfahrt in Neuengrün zur Kuratie erhoben. Die protestantische Minderheit war zunächst nach St. Michael in Unterrodach gepfarrt, darauf folgend nach St. Jakobus in Geroldsgrün.